# 厄立特里亚地理
厄立特里亚是非洲东部国家，位于非洲之角最北部，西与苏丹共和国接壤，南邻埃塞俄比亚，东南与吉布提相连，东北濒临红海。国土面积124320平方公里（包括达赫拉克群岛），海岸线长1200公里，隔海与沙特阿拉伯、也门相望，地扼欧、亚、非海上通道的咽喉──曼德海峡，战略地位重要。

## 地形
厄立特里亚高地为埃塞俄比亚高原的向北延伸部分，东西两侧为低地平原。高原海拔2000米，被有西流河水的河谷切割，形成坡陡顶平的地貌特征。东面有宽16～80千米的沿岸平原，以高原陡崖的断层线为界，界限分明。达纳基勒洼地的北端延伸到厄立特里亚的东南部。高原西面的西部低地地势逐渐向苏丹倾斜。南部区的索伊拉山海拔3018米，为全国最高点。

## 气候
厄立特里亚境内因各地海拔相差悬殊而气候迥异。位于红海沿岸的马萨瓦，年平均气温为30℃，年降雨量为200毫米；而内地距马萨瓦仅65千米的阿斯马拉海拔2325米，年平均气温为17℃，年降雨量533毫米。

## 河流湖泊
厄立特里亚高地有数条河流流过。马雷布河和特克泽河是境内两条最大河流，经由苏丹注入尼罗河支流阿特巴拉河。马雷布河构成高原上的埃塞俄比亚与该国的边界，而特克泽河下游在西部低地构成两国部分边界。